# کاسپیکوا
کاسپیکوا 
(به مالتی: Cospicua) شهری در ناحیهٔ هاربور جنوبی واقع در کشور مالت است که در سال ۱۹۹۵ میلادی ۶٫۰۸۵ نفر جمعیت داشته اما جمعیت آن در سال ۲۰۰۵ میلادی ۵٫۶۴۲ نفر بوده‌است.